# Lichmera
Lichmera és un gènere d'ocells de la família dels melifàgids (Meliphagidae). Agrupa espècies que es distribueixen des de la Wallacea fins a Nova Guinea, Austràlia i la Melanèsia.

## Taxonomia
L'anàlisi filogenètica demostra que el menjamel maculat (Lichmera alboauricularis) és germà del mel·lífer blanc-i-negre (Sugomel niger) en lloc d'altres espècies del gènere Lichmera a la qual s'havia assignat anteriorment (Marki et al. 2017), seguint Eaton et al. (2021) es va reassignar al gènere Sugomel com espècie monotípica.
El menjamel d'Indonèsia (L. limbata) es torna a agrupar amb el menjamel bru (L. indistincta) en funció de la feble diferenciació en plomatge, vocalitzacions i genètica (Mees 2006; Dickinson i Christidis 2014; Eaton et al. 2021, BLI).
Abans de 2022, el menjamel de Lombok (L. lombokia) estava classificat en el gènere Lichmera. No obstant això, el Congrés Ornitològic Internacional el va reclassificar en el gènere Sugomel basant-se en l'evidència filogenètica que va trobar que L. lombokia era l'espècie germana del mel·lífer blanc-i-negre (Sugomel niger).
Així doncs, des de 2022 i segons la Classificació del Congrés Ornitològic Internacional (versió 15.1, 2025) aquest gènere està format per 9 espècies:
- Lichmera argentauris - menjamel galtaargentat.
- Lichmera indistincta - menjamel bru.
- Lichmera incana - menjamel d'orelles grises.
- Lichmera alboauricularis - menjamel maculat.
- Lichmera squamata - menjamel escatós.
- Lichmera deningeri - menjamel de Buru.
- Lichmera monticola - menjamel de Seram.
- Lichmera flavicans - menjamel de Timor.
- Lichmera notabilis - menjamel de Wetar.